# NGC 3281
NGC 3281是一个唧筒座的無棒螺旋星系，距离地球 144.7百萬光年。NGC 3281是一个亮紅外星系和II型西佛星系，属于唧筒座星系团，唧筒座星系群属于長蛇-半人馬座超星系團。